# 댄스 센트럴
댄스 센트럴(Dance Central)은 기타 히어로와 록 밴드 시리즈를 제작한 하모닉스가 개발한 음악 리듬 게임 시리즈이다.

## 시리즈
- 댄스 센트럴 (2010년 비디오 게임)
- 댄스 센트럴 2
- 댄스 센트럴 3
- 댄스 센트럴 스포트라이트
- 댄스 센트럴 (2019년 비디오 게임)